# 사이드스텝 (발판)
사이드스텝(Side step)은 SUV나 픽업트럭, RV와 같이 차체가 높은 차량의 옆면에 장착하여 승, 하차를 편리하게 하는 발판이다. 차체가 높은 차량에 어린이나 노약자가 탑승하기 쉽게 하거나, 다양한 디자인으로 차량의 외관을 꾸미는 용도로도 사용된다. 신형 모델에는 기본 옵션으로 되어 있는 경우가 많으며 봉 형태의 사이드바와 판 형태의 러닝보드로 나뉜다.